# Jay Bothroyd
Jay Bothroyd, född 21 augusti 1982 i London i England, är en engelsk fotbollsspelare som spelar för Hokkaido Consadole Sapporo.

## Biografi
Jay Bothroyd spelade ett år som lärling i Arsenal innan han arton år gammal gick till Coventry. Där stannade han i tre år, sedan gick han på ”free transfer” till Perugia, efter att ha kastat sin Arsenaltröja mot tränaren i Arsenals ungdomslag. Han fann sig inte till rätta i Perugia heller utan lånades ut till Blackburn. Efter att han blev utvisad i en match mot Norwich lyckades han inte ta en ordinarie plats och återvände till Perugia. I augusti 2005 skrev han på för Charlton, där användes han som avbrytare större delen av tiden. Han provspelade sommaren 2006 för Crystal Palace men blev inte erbjuden något kontrakt. Istället skrev han den 26 juli på för Wolverhampton som nya managern Mick McCarthys första nyförvärv.
Hans tid i Wolves var både upp och ned. Han började med 3 mål på de 6 första matcherna, men sedan han missat en straff mot Derby County började motgångarna. I december 2006 blev han skadad och när han kom tillbaka i februari 2007 blev det som avbrytare. Säsongen 2007–2008 fick han under hösten spela från start i 16 matcher och hoppa in som avbrytare i 9 men det blev bara 4 mål. Han hamnade utanför förstauppställningen när Wolves köpte Sylvan Ebanks-Blake och tog in Kevin Kyle på lån i januari. För att få speltid lånades han ut till Stoke City under en månad. När han återvände till Wolves blev han uppsatt på transferlistan.
Den 4 augusti 2008 skrev han på ett 3 årskontrakt med Cardiff City. Stadigt men säkert tog Bothroyd en viktigare roll i Cardiff och efter en bra form 2010 blev han i mitten av november samma år uttagen att representera England i en träningsmatch mot Frankrike. Ett kvitto så gott som något på att i Cardiff, under manager Dave Jones, har Bothroyd utvecklats till en vinnande pjäs i ett vinnande lag. Trots spel i The Championship lyckades alltså Bothroyd, som anfallare, slå sig in i Englandstruppen, något som inte hänt sedan Steve Bull huserade som bäst.
Den 13 juli 2011 skrev Bothroyd på ett treårskontrakt med den nyblivna Premier League-klubben Queens Park Rangers.